# Maratona di Berlino
La Maratona di Berlino (Berlin-Marathon) è una gara di corsa sulla classica distanza della maratona (42,195 km) che si svolge lungo le vie della città di Berlino, di norma durante l'ultimo fine settimana del mese di settembre.
La manifestazione comprende una gara per pattinatori in linea, che si svolge il sabato, e la vera e propria maratona podistica la domenica. Inoltre viene organizzata una Mini-maratona (4,2195 km) per scolari e studenti (il tempo di 10 atleti viene sommato per individuare la scuola più veloce). Sulla distanza classica sono ammessi pure atleti in sedia a rotelle, su handcycles e Power-Walkers.
La manifestazione può essere considerata, assieme alla Maratona di New York, Maratona di Chicago e la Maratona di Londra, tra le maggiori manifestazioni di questo tipo per numero di partecipanti, e una delle più veloci. Organizzatore della manifestazione è l SCC Berlin.

## Storia
L'idea di una corsa sulla classica distanza di una maratona nacque, nella Berlino-Ovest di allora, l'8 novembre 1964. In tale data infatti si svolse la prima edizione della "corsa campestre di Berlino sul Teufelsberg" (Berliner Crosslauf am Teufelsberg). Il Teufelsberg ("monte del diavolo") è un colle artificiale sorto sulle macerie degli edifici distrutti durante la seconda guerra mondiale, maggior elevazione della città di Berlino). A quell'edizione parteciparono oltre 700 atleti, mentre ad un'analoga manifestazione svoltasi ad Amburgo in quel periodo parteciparono solo 9 persone. Horst Milde ed alcuni suoi compagni furono gli uomini della prima ora. L'ispirazione gli era venuta partecipando ad una manifestazione di corsa campestre svoltasi a Le Mans in Francia. Negli anni seguenti la società sportiva "SCC Berlino – sezione corsa campestre" divenne una "stella fissa" tra le istituzioni sportive della città di Berlino.
Dieci anni più tardi, precisamente nel 1974, il tempo era diventato maturo per la "prima maratona popolare di Berlino" (1. Berliner Volksmarathon). La partenza si trovava davanti allo stadio Mommsen (Mommsenstadion) nel viale Waldschul (Waldschulallee), nella prima periferia della città di Berlino. Il percorso prevedeva due giri da effettuare lungo la foresta di Grunewald, sull'autostrada AVUS, quasi fino alla spiaggia del Wannsee (Strandbad Wannsee) e ritorno fino allo stadio Mommsen.
Già l'anno successivo (1975), il percorso venne lievemente modificato. Infatti la partenza venne effettuata all'interno dello stadio Mommsen, dove si trovava pure l'arrivo. Durante quell'edizione si ebbe una cosa sicuramente unica nella storia della maratona nelle grandi città: la competizione infatti venne vinta dai coniugi Bochroeder. In 2:47:08 ore fu Ralf a vincere tra i maschi, mentre la competizione femminile venne vinta dalla moglie Christin in 3:59:15.
Nel 1977 si svolsero contemporaneamente alla manifestazione principale i campionati nazionali tedeschi di maratona. La partenza di questa gara avvenne un'ora più tardi della manifestazione principale. All'interno di questa competizione fu Christa Vahlensieck che con 2:34:47,5 siglò il primo record (miglior prestazione mondiale) di una serie di primati che verranno raggiunti nell'ambito della maratona di Berlino.
Dopo vari intoppi burocratici (famose le citazioni su Horst Milde del tipo: „lì è seduto un pazzo - vuole correre attraverso la città“ - tradotto dall'originale: „Dort drüben sitzt ein Verrückter – der will durch die Stadt rennen.“) nonché ostacoli politici (citazione: „le strade sono fatte per le automobili“ - tradotto dall'originale „Die Straßen sind für die Autos da.“) e grazie all'aiuto delle forze alleate del ovest – Horst Milde aveva contattato addirittura John Kornblum, capo della delegazione americana in Germania – nel 1981 la manifestazione venne spostata dal periferico Grunewald verso il centro della città, diventando così una delle prime maratone delle grandi città europee. La partenza veniva data nel prato davanti al palazzo del Reichstag, il percorso si snodava lungo le vie della parte ovest della città divisa, passando fra l'altro davanti allo Checkpoint Charlie per raggiungere l'arrivo che si trovava lungo il Kurfürstendamm. Il percorso, ora interamente su strade asfaltate, consentiva di far partecipare alla manifestazione pure i primi atleti in sedia a rotelle. Con ben 3.486 iscritti, la manifestazione di quell'anno era diventata la gara di corsa più grande della Germania.
Già l'anno successivo, nel 1982 venne introdotto un nuovo servizio per gli atleti partecipanti: tende con possibilità di doccia calda all'arrivo.
Siccome di anno in anno il numero di partecipanti aumentò, nel 1987 si dovette provvedere a spostare la partenza lungo la via del 17 giugno (Straße des 17. Juni). Inoltre fu l'organizzatore stesso a contattare ed ingaggiare oltre 30 gruppi musicali che contribuirono all'atmosfera pressoché unica lungo tutto il percorso.
Nel 1989 venne organizzata per la prima volta la „minimaratona“ per scolari e studenti. In quest'occasione squadre composte da dieci atleti percorrono gli ultimi 4,2195 km della maratona. La somma dei loro tempi corrisponde al tempo impegnato per una maratona. Così viene fornita agli alunni e studenti la possibilità di misurarsi con i tempi raggiunti dai „grandi“ in questa disciplina. Durante quell'edizione nessuno poteva immaginarsi che sarebbe stata l'ultima volta che gli atleti avrebbero potuto effettuare i loro esercizi di riscaldamento e di allungamenti usando il Muro di Berlino quale punto d'appoggio.
Il 30 settembre 1990, tre giorni prima della riunificazione tedesca, il percorso poté passare attraverso la porta di Brandeburgo. La partenza rimase sulla strada del 17 giugno (Straße des 17. Juni), però si partiva in direzione opposta. L'interesse fu notevolissimo, tanto che, per la prima volta nella storia della manifestazione, l'organizzatore dovette negare la partecipazione a più atleti che vennero esclusi avendo presentato la richiesta dopo che il limite massimo previsto di 25.000 partecipanti era stato raggiunto entro brevissimo tempo. L'edizione del 1990 fu pure la prima corsa di maratona trasmessa in diretta dalla televisione tedesca. Pure in Giappone la manifestazione poteva essere seguita in telecronaca diretta. L'importanza storica di quell'edizione può essere dimostrata pure da un tragico evento intercorso durante quella manifestazione: un corridore morì poco dopo la partenza a causa di un infarto. Aveva partecipato con il solo scopo di attraversare correndo la porta di Brandeburgo, cioè di percorrere poco più dei primi tre chilometri, ma non poté realizzare il suo sogno.
Nel 1994 la maratona di Berlino venne disputata quale campionato mondiale degli atleti diversamente abili. L'atleta svizzero Heinz Frei fermò il cronometro dopo 1:22:12 firmando così una nuova migliore prestazione mondiale per atleti in sedia a rotelle. A partire da quell'edizione, il cronometraggio avviene elettronicamente mediante l'uso di un apposito chip (Champion Chip).
Nel 1995 fu l'atleta keniota Sammy Lelei ad avvicinarsi fino a 12 secondi dal primato mondiale, fermando il cronometro dopo 2:07:02 che per allora significò la seconda miglior prestazione mai raggiunta sulla classica distanza di maratona. Grazie a quel risultato, Berlino avanzò nella lista delle maratone più veloci del mondo dalla sesta alla terza posizione. Finalmente fu raggiunto un ulteriore obbiettivo pronosticato da molti esperti già dai primi anni '80: Berlino è uno dei percorsi di maratona più veloci del mondo.
Nel 1997 furono i kenioti Elijah Lagat, Eric Kimaiyo e Sammy Lelei a firmare, con 6:23:24, un record mondiale (non ufficiale) di squadra. Nella predetta lista delle maratone più veloci del mondo, Berlino fece un ulteriore passo in avanti, raggiungendo il secondo posto, immediatamente dietro Rotterdam. Per la prima volta poterono partecipare alla maratona pure atleti di pattinaggio in linea.
Per la venticinquesima edizione, che si svolse nel 1998, poté nuovamente essere raggiunto il record di partecipanti della storica edizione del 1990. Apoteosi comunque fu il risultato raggiunto dall'atleta brasiliano Ronaldo da Costa, che con 2:06:05 riuscì a battere il primato mondiale dell'atleta etiope Belayneh Dinsamo (2:06:50) raggiunto dieci anni prima a Rotterdam. Ronaldo da Costa fu il primo atleta a concludere una maratona correndo con una velocità media superiore ai 20 km/h, quindi con un ritmo inferiore ai 3 minuti per km.
L'anno seguente (1999) fu la volta del primato mondiale per donne: Tegla Loroupe vinse la gara in 2:20:43. Nella gara maschile, per la prima volta nella storia della competizione, ben due atleti riuscirono a fermare il cronometro con un tempo inferiore alle 2:07 ore. Berlino aveva raggiunto l'ambito traguardo: il primo posto nell'elenco delle maratone più veloci del mondo. Per la prima volta pure atleti di Power-Walking parteciparono alla manifestazione.
Nel 2001 venne nuovamente raggiunto un nuovo primato mondiale: fu la volta della giapponese Naoko Takahashi, (campionessa olimpica del 2000) che con 2:19:46 raggiunse quale prima donna un tempo inferiore alle 2:20 ore. La gara venne trasmessa in diretta pure in Giappone e nonostante il fuso orario raggiunse un indice di ascolto in parte superiore al 50%.
Un nuovo percorso si ebbe nel 2003. L'arrivo infatti venne spostato dal Kurfürstendamm, immediatamente dopo la porta di Brandeburgo. Pure la partenza venne spostata dal Charlottenburger Tor verso le immediate vicinanze della porta di Brandeburgo. La strada del 17 giugno (Straße des 17. Juni) rimase dunque punto di partenza, anche se percorsa in direzione opposta.
Con questa decisione la zona di partenza e di arrivo era diventata unica e pertanto non si dovette più affrontare il trasporto degli indumenti degli atleti dalla partenza all'arrivo, momento sempre molto delicato e impegnativo dal punto di vista organizzativo. Il nuovo percorso toccava più quartieri dell'ex zona est della città nei confronti delle precedenti edizioni ed il famoso viale Unter den Linden diventò il rettilineo finale. La maratona per pattinatori in linea, che aveva ormai raggiunto un numero di partecipanti pari a quasi 10.000 diventando così la maggior manifestazione mondiale di questo tipo, non si disputò più insieme con la gara di corsa, bensì il pomeriggio del giorno precedente. Pure la trentesima edizione della maratona di Berlino venne incoronata da una miglior prestazione mondiale, successivamente approvata quale primo record mondiale sulla distanza di maratona: Paul Tergat fermò il cronometro dopo 2:04:55, primo uomo sotto 2:05 ore. La sua "lepre" Sammy Korir non fu da meno, concludendo ad un solo secondo dal vincitore e firmando fino a tutt'oggi la seconda prestazione mondiale di tutti i tempi. Terzo si qualificò Titus Munji (in 2:06:15), il quale era ugualmente partito con l'incarico di "lepre" per Tergat. I tre kenioti firmarono così un nuovo record mondiale (non ufficiale) per squadra (06:16:06).
Nel 2004 Horst Milde venne sostituito nell'incarico di direttore di gara da suo figlio Mark. Mark si era impegnato sin dal 1999 per l'ingaggio di atleti di spicco e dal 1997 responsabile per il coordinamento e l'integrazione degli atleti di pattinaggio in linea.
Dal 2004 la maratona di Berlino è pure aperta per atleti di handcycling.
Dal 2003 il percorso è rimasto quasi completamente invariato, ad eccezione di piccoli passaggi che variano di anno in anno a causa di lavori lungo le strade della capitale della Germania.
Con la sua iscrizione al World Marathon Majors avvenuta nel 2006, la maratona di Berlino evidenziò ulteriormente la sua posizione di spicco tra le maggiori manifestazioni di maratona a livello mondiale.

## Record del percorso
La seguente tabella indica i miglior tempi ottenuti a Berlino suddivisi per categoria di competizione. Per atleti di Power-Walking non viene effettuata la misurazione del tempo.
| Categoria                      | Tempo   | Nome           | Anno | Note                         |
| ------------------------------ | ------- | -------------- | ---- | ---------------------------- |
| Corridori donne                | 2:11:53 | Tigist Assefa  | 2023 | record mondiale              |
| Corridori maschi               | 2:01:09 | Eliud Kipchoge | 2022 | record mondiale              |
| Pattinatrici                   | 1:08:29 | Angèle Vaudan  | 2000 | miglior prestazione mondiale |
| Pattinatori                    | 56:49   | Bart Swings    | 2015 |                              |
| Donne sedia a rotelle          | 1:42:07 | Janette Jansen | 1992 |                              |
| Uomini sedia a rotelle (T 3/4) | 1:21:39 | Heinz Frei     | 1997 |                              |
| Handcycle donne                | 1:15:50 | Andrea Eskau   | 2005 |                              |
| Handcycle uomini               | 1:13:32 | Wim Decleir    | 2005 |                              |
| (aggiornato a: agosto 2021)    |         |                |      |                              |

## Albo d'oro
| Data              | Vincitore                | Tempo   | Vincitrice          | Tempo   |
| ----------------- | ------------------------ | ------- | ------------------- | ------- |
| 24 settembre 2023 | Eliud Kipchoge           | 2:02:42 | Tigist Assefa       | 2:11:53 |
| 25 settembre 2022 | Eliud Kipchoge           | 2:01:09 | Tigist Assefa       | 2:15:37 |
| 26 settembre 2021 | Guye Adola               | 2:05:45 | Gotytom Gebreslase  | 2:20:09 |
| 29 settembre 2019 | Kenenisa Bekele          | 2:01:41 | Ashete Bekere       | 2:20:14 |
| 16 settembre 2018 | Eliud Kipchoge           | 2:01:39 | Gladys Cherono      | 2:18:11 |
| 24 settembre 2017 | Eliud Kipchoge           | 2:03:32 | Gladys Cherono      | 2:20:23 |
| 25 settembre 2016 | Kenenisa Bekele          | 2:03:03 | Aberu Kebede        | 2:20:45 |
| 27 settembre 2015 | Eliud Kipchoge           | 2:04:00 | Gladys Cherono      | 2:19:25 |
| 28 settembre 2014 | Dennis Kimetto           | 2:02:57 | Tirfi Tsegaye       | 2:20:18 |
| 29 settembre 2013 | Wilson Kipsang Kiprotich | 2:03:23 | Florence Kiplagat   | 2:21:13 |
| 30 settembre 2012 | Geoffrey Mutai           | 2:04:15 | Aberu Kebede        | 2:20:30 |
| 25 settembre 2011 | Patrick Makau Musyoki    | 2:03:38 | Florence Kiplagat   | 2:19:44 |
| 26 settembre 2010 | Patrick Makau Musyoki    | 2:05:08 | Aberu Kebede        | 2:23:58 |
| 20 settembre 2009 | Haile Gebrselassie       | 2:06:08 | Atsede Habtamu      | 2:24:46 |
| 28 settembre 2008 | Haile Gebrselassie       | 2:03:59 | Irina Mikitenko     | 2:19:19 |
| 30 settembre 2007 | Haile Gebrselassie       | 2:04:26 | Gete Wami           | 2:23:17 |
| 24 settembre 2006 | Haile Gebrselassie       | 2:05:55 | Gete Wami           | 2:21:34 |
| 25 settembre 2005 | Philip Manyim            | 2:07:41 | Mizuki Noguchi      | 2:19:12 |
| 26 settembre 2004 | Felix Limo               | 2:06:44 | Yoko Shibui         | 2:19:41 |
| 28 settembre 2003 | Paul Tergat              | 2:04:55 | Yasuko Hashimoto    | 2:26:32 |
| 29 settembre 2002 | Raymond Kipkoech         | 2:06:47 | Naoko Takahashi     | 2:21:49 |
| 30 settembre 2001 | Joseph Ngolepus          | 2:08:47 | Naoko Takahashi     | 2:19:46 |
| 10 settembre 2000 | Simon Biwott             | 2:07:42 | Kazumi Matsuo       | 2:26:15 |
| 26 settembre 1999 | Josephat Kiprono         | 2:06:44 | Tegla Loroupe       | 2:20:43 |
| 20 settembre 1998 | Ronaldo da Costa         | 2:06:05 | Marleen Renders     | 2:25:22 |
| 28 settembre 1997 | Elijah Lagat             | 2:07:41 | Catherina McKiernan | 2:23:44 |
| 29 settembre 1996 | Abel Antón               | 2:09:15 | Colleen deReuck     | 2:26:35 |
| 24 settembre 1995 | Sammy Lelei              | 2:07:02 | Uta Pippig          | 2:25:37 |
| 25 settembre 1994 | António Pinto            | 2:08:31 | Katrin Dörre        | 2:25:15 |
| 26 settembre 1993 | Xolile Yawa              | 2:10:57 | Renata Kokowska     | 2:26:20 |
| 27 settembre 1992 | David Tsebe              | 2:08:07 | Uta Pippig          | 2:30:22 |
| 29 settembre 1991 | Steve Brace              | 2:10:57 | Renata Kokowska     | 2:27:36 |
| 30 settembre 1990 | Steve Moneghetti         | 2:08:16 | Uta Pippig          | 2:28:37 |
| 1º ottobre 1989   | Alfredo Shahanga         | 2:10:11 | Päivi Tikkanen      | 2:28:45 |
| 9 ottobre 1988    | Suleiman Nyambui         | 2:11:45 | Renata Kokowska     | 2:29:16 |
| 4 ottobre 1987    | Suleiman Nyambui         | 2:11:11 | Kerstin Pressler    | 2:31:22 |
| 28 settembre 1986 | Boguslaw Psujek          | 2:11:03 | Charlotte Teske     | 2:32:10 |
| 29 settembre 1985 | Jimmy Ashworth           | 2:11:43 | Magda Ilands        | 2:34:10 |
| 30 settembre 1984 | John Skovbjerg           | 2:13:35 | Agnes Jakab         | 2:39:32 |
| 25 settembre 1983 | Karel Lismont            | 2:13:37 | Karen Holdsworth    | 2:40:32 |
| 26 settembre 1982 | Domingo Tibaduiza        | 2:14:47 | Jean Lochhead       | 2:47:05 |
| 27 settembre 1981 | Ian Ray                  | 2:15:42 | Angelika Stephan    | 2:47:24 |
| 28 settembre 1980 | Ingo Sensburg            | 2:16:48 | Gerlinde Puettmann  | 2:47:18 |
| 30 settembre 1979 | Ingo Sensburg            | 2:21:09 | Jutta von Haase     | 3:07:07 |
| 3 settembre 1978  | Michael Spoettel         | 2:20:03 | Ursula Blaschke     | 2:57:09 |
| 10 settembre 1977 | Norman Wilson            | 2:16:21 | Angelika Brandt     | 3:10:27 |
| 10 settembre 1977 | Guenter Mielke           | 2:15:19 | Christa Vahlensieck | 2:34:48 |
| 26 settembre 1976 | Ingo Sensburg            | 2:23:08 | Jutta von Haase     | 3:05:19 |
| 28 settembre 1975 | Ralf Bochroeder          | 2:47:08 | Christin Bochroeder | 3:59:15 |
| 13 ottobre 1974   | Guenter Hallas           | 2:44:53 | Jutta von Haase     | 3:22:01 |

Riepilogo maschile per nazione:
- 19 vittorie:  Kenya
- 7 vittorie:  Germania,  Etiopia
- 3 vittorie:  Tanzania
- 2 vittorie:  Inghilterra,  Sudafrica
- 1 vittoria:  Regno Unito,  Colombia,  Belgio,  Danimarca,  Polonia,  Australia,  Galles,  Portogallo,  Spagna,  Brasile

Riepilogo femminile per nazione:
- 16 vittorie:  Germania
- 11 vittorie:  Etiopia
- 6 vittorie:  Kenya,  Giappone
- 3 vittorie:  Polonia
- 2 vittorie:  Regno Unito,  Belgio
- 1 vittoria:  Ungheria,  Finlandia,  Sudafrica,  Irlanda

Atleti plurivincitori:
- 5 vittorie:  Eliud Kipchoge
- 4 vittorie:  Haile Gebrselassie
- 3 vittorie:  Jutta von Haase,  Uta Pippig,  Renata Kokowska,  Gladys Cherono,   Aberu Kebede,
- 2 vittorie:  Patrick Makau Musyoki,  Kenenisa Bekele,  Suleiman Nyambui,  Ingo Sensburg,  Naoko Takahashi,  Gete Wami,  Florence Kiplagat,  Tigist Assefa

## Maratona per pattinatori in linea
Dal 1997 la maratona per atleti di pattinaggio in linea è diventata parte integrante della maratona di Berlino. La gara stessa si svolge dal 2003 separatamente dalla gara dei corridori, più precisamente il sabato, cioè il giorno prima della maratona stessa.
La maratona di Berlino fu la prima di tutta la Germania che nel 1997 integrò i pattinatori in linea a far parte del programma di una maratona di una grande città. 446 pattinatori si presentarono alla partenza. I primi ad iscriversi all'albo d'oro furono cittadini francesi. Nel 1998 il podio completo, sia tra gli uomini che tra le donne, fu occupato da atleti provenienti dalla Francia.
Nel 1999 i partecipanti aumentarono a 4.179 ed il record del percorso venne polverizzato di più minuti. La vincitrice Anne Titze fu la prima donna a concludere la maratona con un tempo inferiore ad 1:10:00 ed è fino alla data odierna l'unica atleta tedesca ad aver vinto a Berlino. L'anno 2000, con oltre 6.700 partecipanti, fu Angèle Vaudan a siglare un nuovo primato mondiale, mentre la pattinatrice di velocità su ghiaccio Claudia Pechstein, nativa di Berlino, vincitrice di 5 titoli olimpici giunse 19. Oltre a più record firmati durante questa maratona bisogna particolarmente evidenziare l'alto livello raggiunto da sempre un maggior numero di atleti. Basta segnalare che nel 2001 in primi 61 pattinatori raggiunsero l'arrivo entro soli 6,8 secondi.
Nel 2002 vi fu una caduta di massa: un tappeto necessario per la misurazione degli intertempi dei corridori posizionato malamente, causò la caduta del gruppo dei primi. Fortunatamente non vi furono feriti gravi. Con ben 8.300 partecipanti la manifestazione era diventata sufficientemente grande per essere svolta separatamente.
Così, nel 2003 per la prima volta la maratona per pattinatori in linea si svolse il pomeriggio del sabato. Con ben 9.612 atleti la manifestazione poté considerarsi la maratona più grande del mondo per pattinatori in linea. In questa occasione bisogna particolarmente evidenziare il risultato della gara delle donne, dato che il podio completo fu occupato da atlete provenienti dagli Stati Uniti d'America.
A causa di notevoli polemiche e proteste, particolarmente da parte di automobilisti e negozianti di Berlino, nel 2004 la manifestazione si svolse già nelle ore del mattino del sabato. Tale decisione causò un calo a 8.191 partecipanti, nonché ed in particolar modo un calo degli spettatori. Così, nel 2005, la manifestazione si svolse nuovamente nel pomeriggio del sabato. In quell'occasione il podio maschile fu tutto italiano, mentre la vincitrice tra le donne fu una colombiana.
Dal 2000 la gara fa parte del World Inline Cup (WIC), la serie più importante a livello mondiale di questa disciplina. Dal 2004 Berlino è diventato luogo del finale di questo campionato mondiale. Nota interessante. I più vittoriosi di questa gara sono il belga Bart Swings e l'italiano Luca Saggiorato con tre vittorie. Swings è inoltre l'unico pattinatore ad aver vinto tre edizioni consecutive, 2013, 2014, 2015 tutte percorse in meno di un'ora con il nuovo record di 56:49 stabilito nel 2015. Tra le donne spiccano le tre vittorie della colombiana Cecilia Baena (due delle quali consecutive) ottenute nel 2004, nel 2008 e nel 2009.
Circa 150 atleti partecipano sia alla gara per pattinatori in linea che alla maratona per corridori. Per questi esiste una classifica particolare.

### Albo d'oro
Gli atleti segnalati a colore indicano un tempo record del percorso.
| Anno | vincitrice                       | vincitore                        |
| ---- | -------------------------------- | -------------------------------- |
| 1997 | Carolin Jean FRA 1:15:30         | Pascal Briand FRA 1:07:52        |
| 1998 | Caroline Lagree FRA 1:14:20      | Johan Langenberg FRA 1:07:32     |
| 1999 | Anne Titze GER 1:09:32           | Tristan Loy FRA 1:01:08          |
| 2000 | Angèle Vaudan FRA 1:08:29        | Chad Hedrick USA 1:01:45         |
| 2001 | Sheila Herrero ESP 1:12:56       | Arnauld Giquel FRA 1:04:17       |
| 2002 | Angèle Vaudan FRA 1:13:59        | Juan-Carlos Betancur COL 1:04:17 |
| 2003 | Julie Glass USA 1:11:28          | Juan-Carlos Betancur COL 1:02:03 |
| 2004 | Cecilia Baena COL 1:17:08        | Roger Schneider SUI 1:04:43      |
| 2005 | Briggyte Mendez COL 1:10:43      | Luca Saggiorato ITA 1:01:21      |
| 2006 | Giovanna Tuchiarelli ITA 1:14:02 | Luca Saggiorato ITA 1:02:25      |
| 2007 | Hilde Goovaerts BEL 1:23:20      | Nicolas Iten SUI 1:12:30         |
| 2008 | Cecilia Baena COL 1:13:24        | Joey Mantia USA 1:00:33          |
| 2009 | Cecilia Baena COL 1:14:47        | Luca Saggiorato ITA 1:02:50      |
| 2010 | Giovanna Tuchiarelli ITA 1:22:25 | Severin Widmin SUI 1:09:19       |

## Sviluppo dei partecipanti
La seguente tabella indica il numero degli sportivi iscritti alla maratona di Berlino nonché il numero di quanti abbiano effettivamente raggiunto il traguardo della maratona. Il numero deve essere considerato complessivo, cioè la somma di corridori, atleti in sedia a rotelle, pattinatori in linea e Power-Walker.
| Anno | iscritti   | registrati all'arrivo |
| ---- | ---------- | --------------------- |
| 1974 | 286        | 244                   |
| 1975 | 325        | 236                   |
| 1976 | 397        | 311                   |
| 1977 | 293        | 230                   |
| 1978 | 256        | 197                   |
| 1979 | 285        | 222                   |
| 1980 | 363        | 294                   |
| 1981 | 3.486      | 2.583                 |
| 1982 | 4.686      | 3.448                 |
| 1983 | 6.270      | 5.121                 |
| 1984 | 8.834      | 7.297                 |
| 1985 | 11.814     | 9.810                 |
| 1986 | 13.862     | 11.450                |
| 1987 | 15.461     | 12.674                |
| 1988 | 16.116     | 13.117                |
| 1989 | 16.410     | 13.433                |
| 1990 | 25.000     | 22.806                |
| 1991 | 18.909     | 14.849                |
| 1992 | 17.188     | 13.225                |
| 1993 | 17.285     | 14.107                |
| 1994 | 16.121     | 12.263                |
| 1995 | 16.677     | 13.088                |
| 1996 | 19.532     | 16.529                |
| 1997 | 18.514     | 14.982                |
| 1998 | 27.621     | 21.004                |
| 1999 | 27.192 (?) | 19.129                |
| 2000 | 34.090 (?) | 22.879                |
| 2001 | 37.795 (?) | 25.792                |
| 2002 | 41.376 (?) | 25.286                |
| 2003 | 48.424 (?) | 30.709                |
| 2004 | 44.728 (?) | 28.022                |
| 2005 | 48.170 (?) | 30.373                |
| 2006 | 39.636     | 30.182                |
| 2007 | 40.000 (?) | 32.486                |
| 2008 | 45.000 (?) | 35.786                |

- (?) dati ufficiosi: numero di iscritti, probabilmente sommato del numero di pattinatori in linea!